# 香豆樹
香豆樹（學名：Dipteryx odorata），又名零陵香豆、香二翅豆木、庫馬魯、巴西柚木，是豆科植物中的一種開花樹。其種子外表有黑色而起皺，豆的中心是光滑的棕色。原產地來自亞馬遜森林。

## 用途
零陵香豆經常被用作香草（即雲尼拿）的替代品，其成份經常可在香水、煙草、酒類飲料中找到，會出現在一些法國美食（特別是甜點和燉菜）中。今天，零陵香豆的主要生產國是委內瑞拉和奈及利亞。
零陵香豆也有另外的拼法“Tonquin”和“Tonkin”，可是它卻與越南的Tonkin（中譯：東京）沒有任何關聯。

## 毒性
零陵香豆含有異常高水平的化合物香豆素（coumarin）。根據〈零陵香豆：冒死一嚐的禁忌滋味 （页面存档备份，存于）〉一文提及，科學家發現一名中等身型的成人，每天不能吸收多於四分一粒零陵香豆，長期攝入會形成毒素，影響肝臟。若食用過量，或會毒發身亡。

## 國家禁售
美國自 1954 年起禁止銷售零陵香豆。